# Gunnar Lindecrantz
Gunnar Lindecrantz (* 30. September 1921; † 29. Januar 2005) war ein schwedischer Hochspringer.
1946 wurde er Fünfter bei den Leichtathletik-Europameisterschaften in Oslo mit 1,93 m.
Am 11. Juli 1946 stellte er in Prag mit 2,01 m einen schwedischen Rekord auf, der sechs Jahre lang Bestand hatte.